# Otokar Bém
Otokar Bém (25. května 1868 Heřmanův Městec – 28. října 1949 Kunčice pod Ondřejníkem) byl český architekt.

## Život
Otokar Bém (někdy uváděn jako Otakar) se narodil roku 1868 v Heřmanově Městci. Po ukončení studií na Vyšší technické škole v Liberci v letech 1894–1896 studoval na Akademii výtvarného umění ve Vídni u architekta Karla von Hasenauera a ve architektonické speciálce prof. Otto Wagnera. Od roku 1898 působil v Moravské Ostravě, nejdříve jako stavbyvedoucí u stavitele Františka Jurečka, jehož dceru si v roce 1900 vzal za manželku. V prvopočátcích používal vegetabilní secesní dekor, často v kombinaci s historizující kompozicí a detailem. V průběhu prvního desetiletí 20. století uplatňoval tvarosloví geometrické secese. Ve 20. letech šlo o art deco.

## Dílo
Ve spolupráci s Hubertem Gessnerem zpracovali projekt školy v Mnichově Hradišti, záložny v Poděbradech a v období 1896–1897 projekt vyšší obchodní školy v Hradci Králové a domu J. Horáka ve Valašských Kloboukách.
V Ostravě jsou to především stavby městských domů ve stylu novobarokním, novorenesančním i secesním s uplatněním vegetabilního secesního dekoru.
- Hotel Slavia (1898) – pozdní historismus s prvky secese.[2] Dvoupatrová budova se zkoseným nárožím a zvalbenou střechou. Po stranách a u nároží rizality ukončené volutovými štítky, u nároží atikovým štítem. Dle dobového tisku ... se s elegancí jeho 22 pokojů žádný jiný hotel nemohl srovnávat a návštěvníci kavárny si mohli vybrat ze sedmi desítek novin a časopisů... Dne 28. 10. 1918 zde proběhla schůze zástupců stran, za předsednictví Jana Prokeše, která připravila ustanovení národního výboru pro moravskoostravský okres.[3] Dnes jsou dochovány v interiéru pozůstatky štukové výzdoby a dvojramenné schodiště[2].

- Občanská záložna v ulici Čs. legií (1903) – novorenesance.

- Kostel Panny Marie Královny v Mariánských Horách (1901–1925) – novobarokní trojlodní bazilika s dvojvěžovým průčelím. Interiér spojuje novobaroko se secesním dekorativizmem od Antonína Blažka. Lustry v hlavní lodi dle návrhu Jana Kotěry.[4]

- Přestavba domu pro Pražskou úvěrní banku (1923–1935), Masarykovo náměstí. Původní návrh od Felixe Neumanna, dvoupodlažní dům s volutovým štítem, fasáda v provedení pozdní novorenesance z režného zdiva. Dům přestavěn O. Bémem (1923–1925) pro filiálku Pražské Úvěrní banky. Byl zvýšen o patro, opatřen novým průčelím s omítanou fasádou a završen dynamicky modelovaným štítem s maskou Merkura. Zachována restaurace v přízemí a reprezentativní schodiště ve středním traktu.[5]

- Dostavba ředitelství Vítkovických kamenouhelných dolů, Smetanovo náměstí. Původní návrh Felixe Neumanna z roku 1896, symetrická dvoupodlažní budova režného cihlového zdiva. Postupně prováděny úpravy (1905 F. Neuman) přístavby a nástavba třetího patra a schodišťového rizalitu do dvora (forma individualistické moderny). V letech 1925–1926 přestavby O. Bém, rekonstrukce v letech 2004–2005 Karel Cieślar.[6]

### Galerie staveb

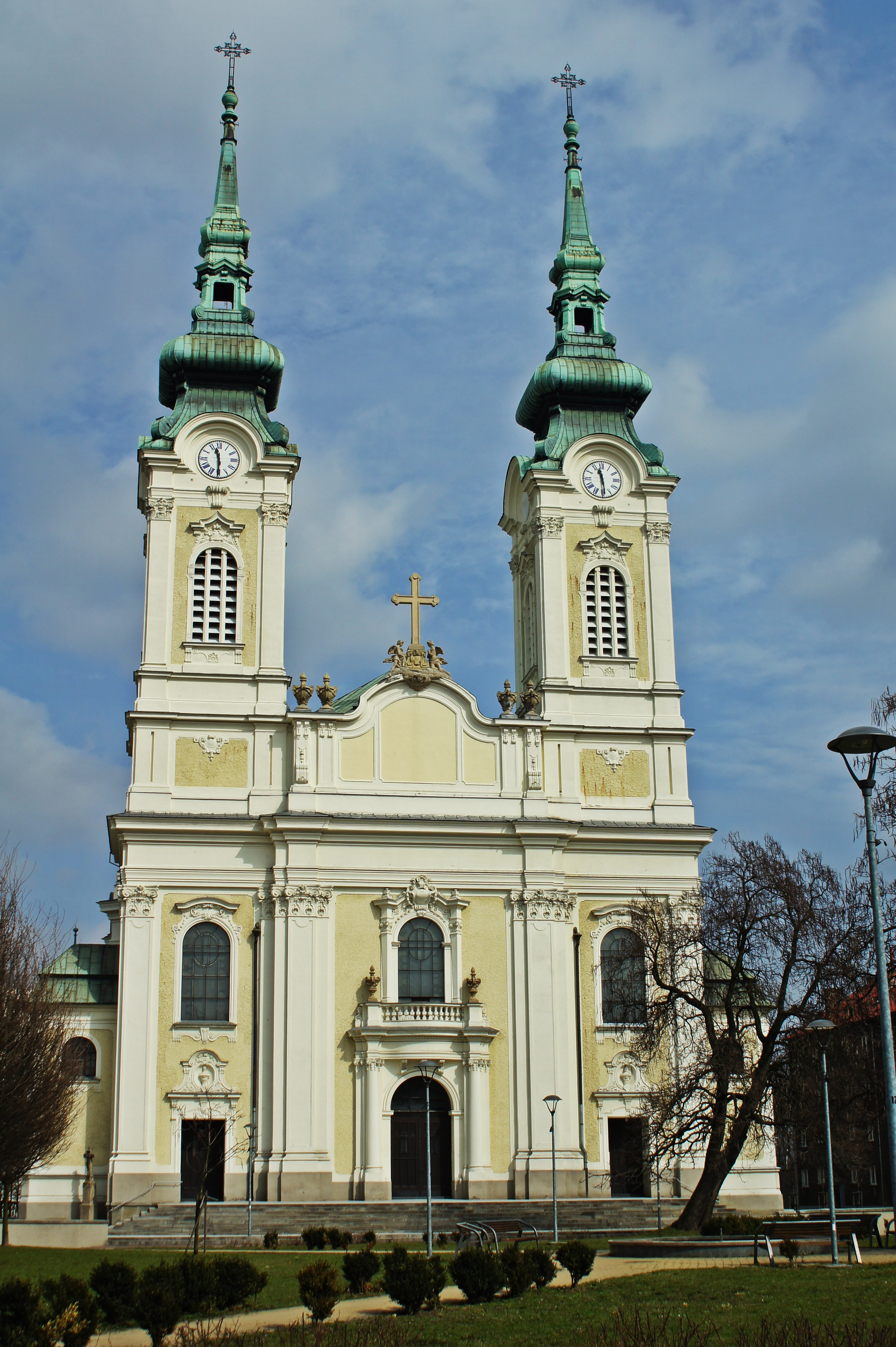
Kostel Panny Marie Královny v Mariánských Horách
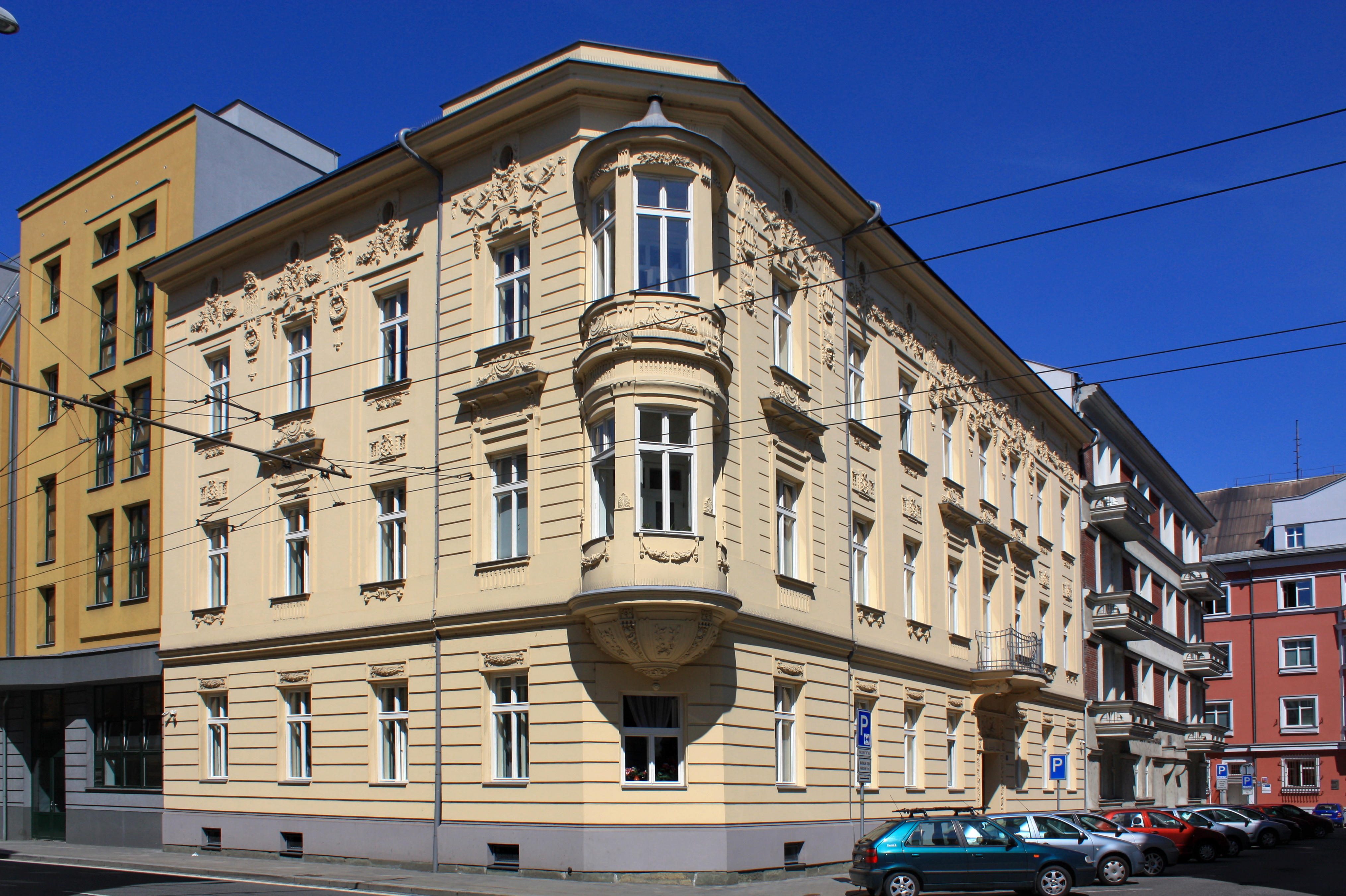
Městský dům v Moravské Ostravě (dnes součást komplexu Krajského soudu)
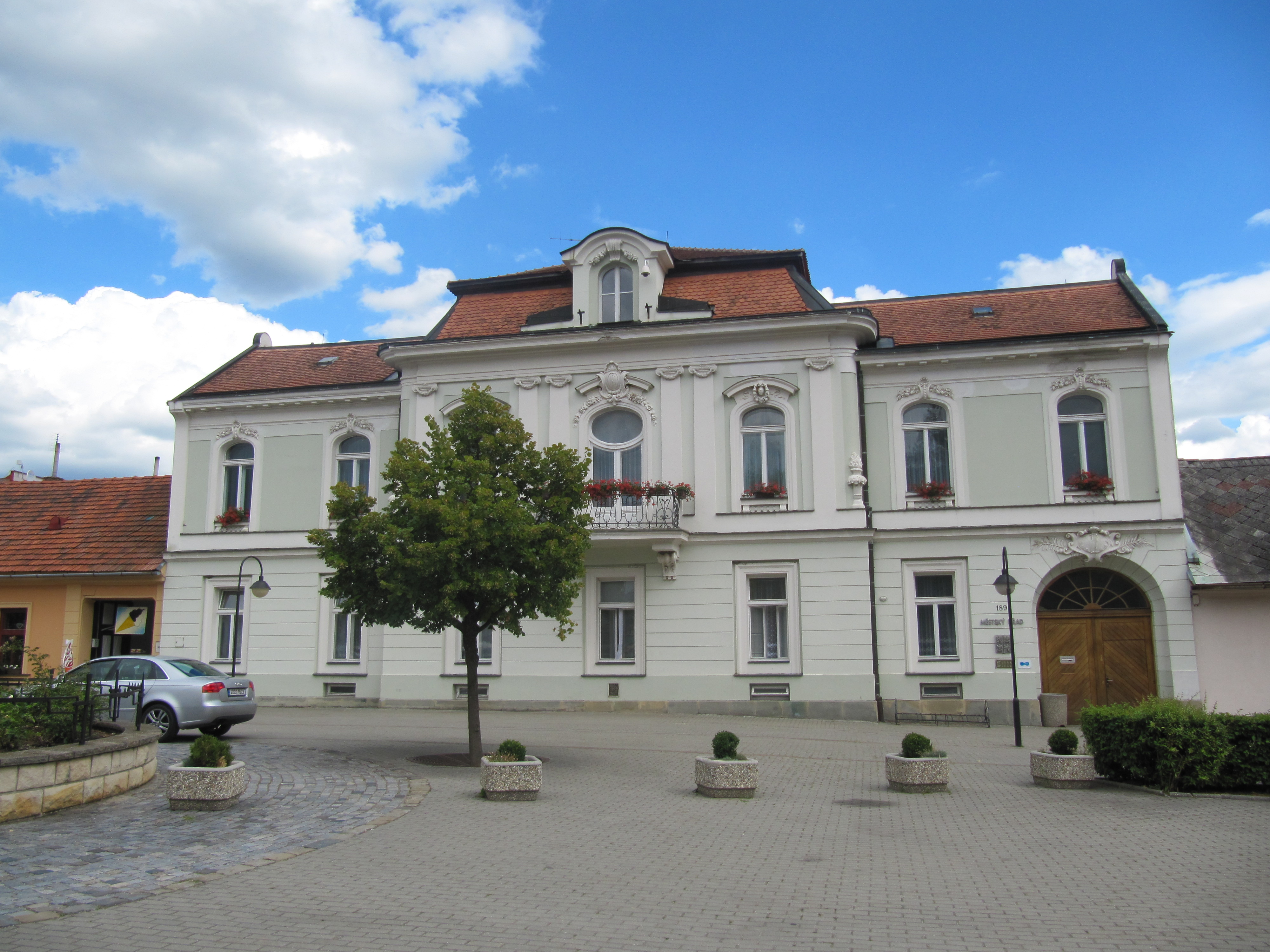
Hornův dům ve Valašských Kloboukách (společně s Hubertem Gessnerem)